# هاينز هتلر

هاينز هتلر

هاينريش هتلر (14 مارس 1920 - 21 فبراير 1942) كان ابن ألويس هتلر الابن وزوجته الثانية هيدويغ هايدمان وابن أخ أدولف هتلر و يلقب بهاينز.